# GPX2
GPX2 (англ. Glutathione peroxidase 2) – білок, який кодується однойменним геном, розташованим у людей на короткому плечі 14-ї хромосоми. Довжина поліпептидного ланцюга білка становить 190 амінокислот, а молекулярна маса — 21 954.
| 10         |  | 20         |  | 30         |  | 40                  |  | 50         |
| ---------- |  | ---------- |  | ---------- |  | ------------------- |  | ---------- |
| MAFIAKSFYD |  | LSAISLDGEK |  | VDFNTFRGRA |  | VLIENVASLGTTTRDFTQL |  |            |
| NELQCRFPRR |  | LVVLGFPCNQ |  | FGHQENCQNE |  | EILNSLKYVR          |  | PGGGYQPTFT |
| LVQKCEVNGQ |  | NEHPVFAYLK |  | DKLPYPYDDP |  | FSLMTDPKLI          |  | IWSPVRRSDV |
| AWNFEKFLIG |  | PEGEPFRRYS |  | RTFPTINIEP |  | DIKRLLKVAI          |  |            |

A: Аланін

C: Цистеїн

D: Аспарагінова кислота

E: Глутамінова кислота

F: Фенілаланін

G: Гліцин

H: Гістидин

I: Ізолейцин

K: Лізин

L: Лейцин

M: Метіонін

N: Аспарагін

P: Пролін

Q: Глутамін

R: Аргінін

S: Серин

T: Треонін

V: Валін

W: Триптофан

Кодований геном білок за функціями належить до оксидоредуктаз, пероксидаз. 
Локалізований у цитоплазмі.